# 横手市立平鹿中学校
横手市立平鹿中学校（よこてしりつ ひらかちゅうがっこう）は、秋田県横手市平鹿町浅舞にある公立中学校。

## 概要
平鹿中学校は、浅舞中学校・吉田中学校・醍醐中学校の統合によって1997年（平成9年）に開校した学校であり、現行の校舎もこの際に新築されたものである。打放しコンクリートの校舎が特徴的で、1994年に閉校した平鹿高等学校（横手東高等学校と統合し、平成高等学校へ）の跡地に建設された。

## 沿革

### 略歴
1947年4月1日に施行された学校教育法により「中学校」が設けられることになったが、旧平鹿町（当時は浅舞町・吉田村・醍醐村）内においては浅舞中学校・吉田中学校・醍醐中学校の3校が誕生した。ただ、当初は財政上の問題などから中学校の独立校舎を建設するのに難航し、小学校に併設する形で開校している。浅舞中は1948年、吉田中は1950年、醍醐中は1949年に独立校舎が竣工した。
浅舞中は1966年に新校舎が竣工、吉田中は1960年、1964年に増築を行い、1981年には教室棟を改築した。醍醐中は1951年に校舎を移転するが、火災により校舎が焼失し、1956年に新校舎が竣工、1981年には校舎を改築した。
平鹿町における中学校の生徒数は1965年頃より減少傾向となっており、全国的な例に漏れず少子化の影響を受けていた。そこで、町内の3中学校は統合されることになり、1997年に新たに「平鹿中学校」が誕生した。

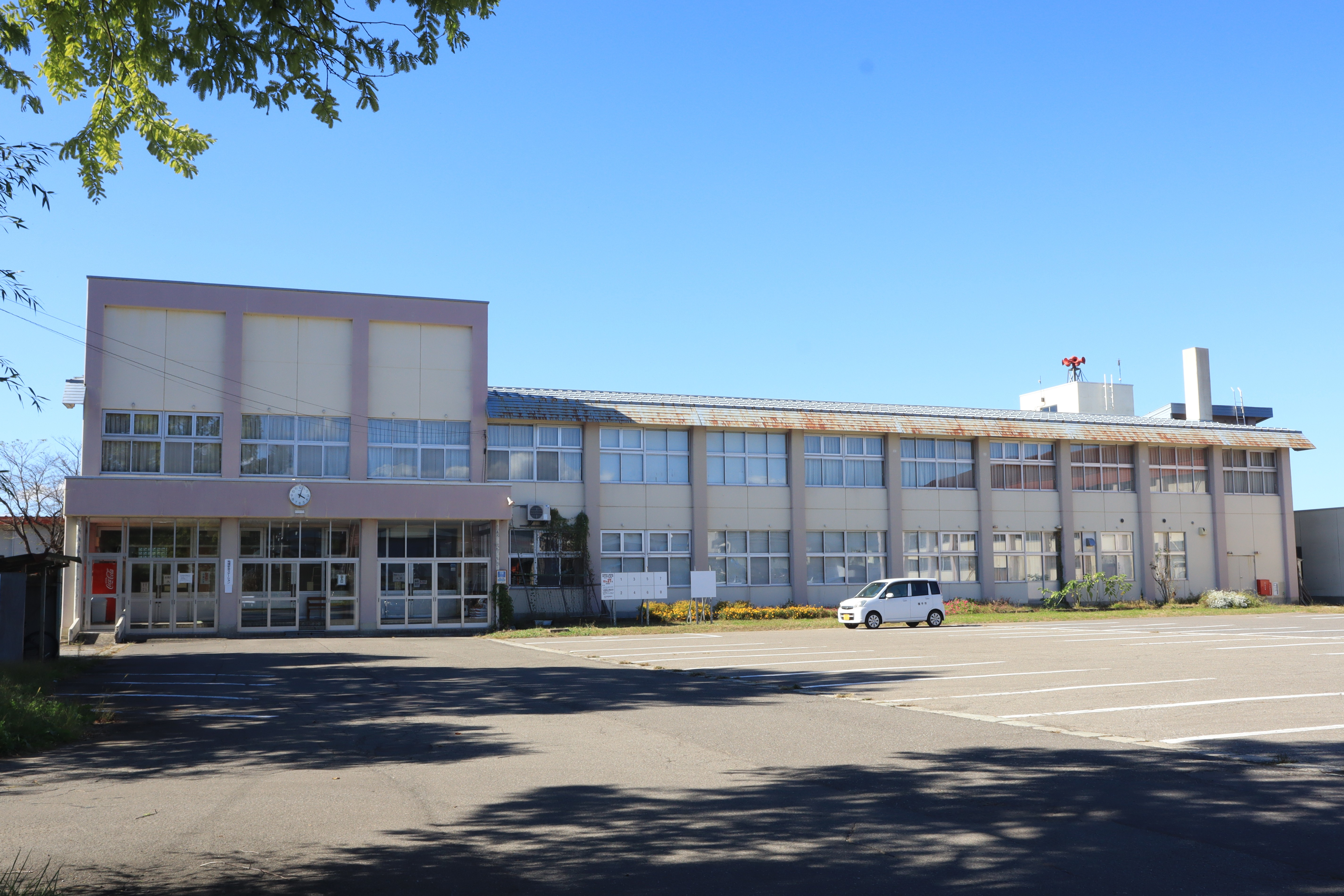
横手市醍醐地区交流センター (旧平鹿町立醍醐中学校の建物)

閉校後の校舎について、浅舞中は体育館のみを残して「浅舞スポーツセンター」となっている。1997年に旧平鹿町が「平鹿町屋内スポーツセンター」として開設したもので、2003年には文部科学省による「廃校利用の模範的なケース50件」に選定された。特に冬場の利用を想定しており、ゴルフの打ちっぱなしや野球の練習などに利用されている。また、吉田中は1998年4月に「吉田生涯学習センター（2023年4月1日からは吉田地区交流センター）」へ、醍醐中は「醍醐公民館（2023年4月1日からは醍醐地区交流センター）」となっている。

### 年表
以下、注釈の無い平鹿中の項目は学校の公式サイト、統合3校は平鹿町史の情報によるもの。
- 1947年4月1日 - 学校教育法により以下の学校が平鹿地域内に創立。
  - 浅舞町立浅舞中学校、吉田村立吉田中学校、醍醐村立醍醐中学校
- 1948年12月11日 - 浅舞中、独立校舎が竣工[13]。
- 1949年4月4日 - 醍醐中、独立校舎が竣工。
- 1950年11月30日 - 吉田中、独立校舎が竣工。
- 1956年
  - 8月23日 - 醍醐中、新校舎が竣工。
  - 10月1日 - 町村合併により浅舞中、吉田中は「平鹿町立」を冠するようになる。
- 1957年4月1日 - 醍醐村編入により醍醐中も「平鹿町立」を冠するようになる。
- 1958年6月26日 - 吉田中、体育館が竣工。
- 1959年3月5日 - 浅舞中、校歌を制定。
- 1960年11月26日 - 吉田中、管理棟・特別教室を増築。
- 1964年6月26日 - 吉田中、技術室と西側トイレを増築。
- 1966年1月22日 - 浅舞中、新校舎竣工式を挙行。
- 1978年7月23日 - 醍醐中、体育館が竣工。
- 1981年
  - 12月8日 - 吉田中、教室棟を改築。
  - 12月19日 - 醍醐中、校舎を改築。
- 1997年
  - 4月1日 - 「平鹿町立平鹿中学校」として開校。
  - 4月7日 - 第1回入学式挙行。
  - 4月28日 - 落成式挙行。
- 1999年10月16日 - 県のふるさと子どもドリーム支援事業を活用し、駐輪場の壁に壁画を作成。
- 2001年1月22日 - 校訓制定。
- 2004年7月13日 - 学校道（そよかぜの道）開通。
- 2005年10月1日 - 市町村合併により「横手市立平鹿中学校」となる。
- 2020年1月17日 - 校舎の大規模改修工事が竣工。

## 校歌
- 作詞：柿﨑信彦
- 作曲：菅原良吉

歌詞などは学校の公式サイトを参照。

## 学区
- 浅舞小学校、吉田小学校、醍醐小学校の学区[15]

## 進学前小学校
- 横手市立浅舞小学校[16]
- 横手市立吉田小学校[16]
- 横手市立醍醐小学校[16]

## 周辺
- 秋田県道270号浅舞醍醐線
- 十五野公園
  - 横手市平鹿野球場（十五野公園野球場）
- 横手市浅舞陸上競技場

## 著名な卒業生
- 照ノ海十二（力士）旧浅舞中卒業